# Heywood-Wakefield Company
La Heywood-Wakefield Company est un fabricant de meubles américain créé en 1897. Il est devenu une présence majeure aux États-Unis. Ses produits plus anciens sont considérés comme des objets de collection ,,(Ils ont été présentés sur Antiques Roadshow,).

## Histoire
Heywood Brothers a été créé en 1826, Wakefield Company en 1855 . Les deux entreprises produisaient des meubles en osier et en rotin et, à mesure que ces produits devenaient de plus en plus populaires vers la fin du siècle, elles devinrent de sérieuses rivales. En 1897, les sociétés fusionnèrent sous le nom de Heywood Brothers & Wakefield Company ; ce nom fut changé en Heywood-Wakefield Company en 1921, la nouvelle société acheta Washburn-Heywood Chair Company en 1916, Oregon Chair Company en 1920 et Lloyd Manufacturing Company en 1921.
Alors que son usine de meubles en bois de Gardner dans le Massachusetts, a fermé ses portes en 1979, une succursale à Menominee, dans le Michigan, a continué à fabriquer des sièges d'extérieur en métal, des sièges d'auditorium et du mobilier scolaire. Le Heywood-Wakefield Company Complex (en) à Gardner a été ajouté au Registre national des lieux historiques en 1983. La South Beach Furniture Company a acquis les droits sur le nom en 1994 et reproduit les meubles en bois de la société originale,.

## Produits

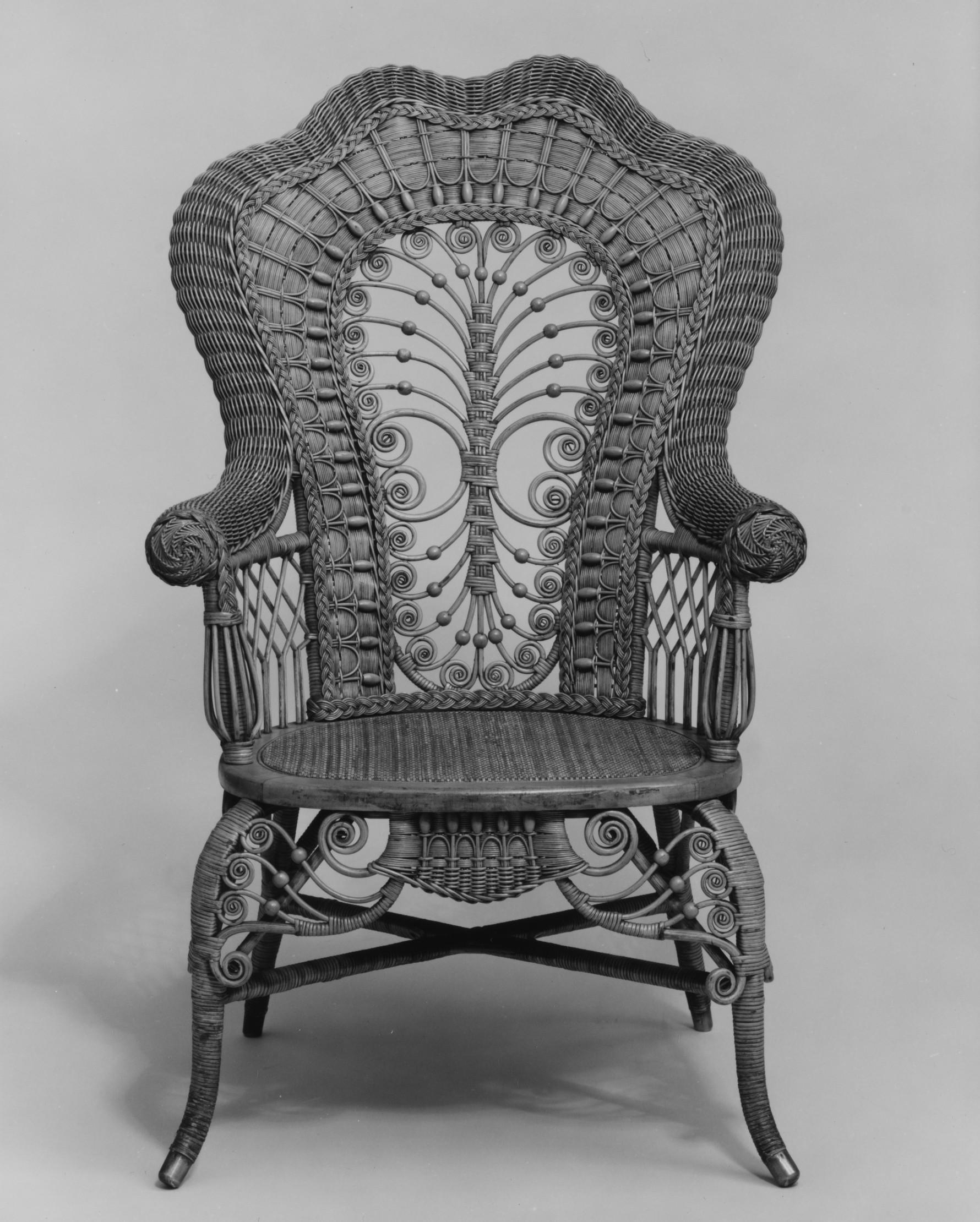
Fauteuil produit entre 18797 et 1910.

Les deux entreprises fondatrices produisaient des meubles en osier et en rotin à la fin du XIXe siècle. Wakefield a lancé sa production mécanisée. Les styles en osier se sont inspirés du mouvement esthétique et des influences japonaises ; des conceptions plus simples sont apparues dans le sillage du mouvement Arts and Crafts. L'entité fusionnée est restée au courant des tendances du mobilier en osier en engageant des designers tels que Paul T. Frankl et Donald Deskey dans les années 1920. Son mobilier a été exposé à l'exposition Century of Progress de 1933 et à l'exposition universelle de New York en 1964.
Au cours des années 1930 et 1940, Heywood-Wakefield a commencé à produire des meubles en utilisant des designs élégants basés sur l'Art déco français.
Les compagnies d'autobus long-courriers ont commencé à se concentrer sur le confort des passagers dans les années 1920. Leurs sièges baquets ont fait leurs preuves et les compagnies ferroviaires ont commencé à emboîter le pas. La division mécanique l'Association of American Railroads et Heywood-Wakefield se sont impliquées dans la recherche d'un design de siège plus luxueux. Grâce à une subvention de Heywood-Wakefield, l'Association a employé un professeur d'anthropologie de Harvard, EA Hooton, pour rechercher les préférences des sièges des passagers ferroviaires en 1945. Le siège Sleepy Hollow de Heywood-Wakefield a été largement utilisé.